# Keith Carradine
Keith Ian Carradine (San Mateo, California; 8 de agosto de 1949) es un actor y cantante estadounidense. Escribió «I'm Easy», que cantó en la película Nashville (1975) y que ganó el premio Óscar a la mejor canción.

## Biografía
Carradine nació en San Mateo (California), hijo del actor John Carradine y Sonia Sorel. Sus padres se divorciaron cuando tenía seis años y no vio a su madre desde los ocho hasta los dieciséis años. Tiene dos hermanos, Christopher y Robert, y dos medio hermanos por parte paterna, Bruce y David. Asistió a la Universidad Estatal de Colorado para estudiar teatro pero la abandonó para actuar profesionalmente, lo que consiguió cuando obtuvo un papel en McCabe & Mrs. Miller (1971), de Robert Altman.
Conoció a la actriz Shelley Plimpton en el musical Hair y tuvieron una hija, Martha Plimpton, a la que Carradine no vio hasta que ella tuvo seis años. En 1971 comenzó una relación con Cristina Raines, a quien conoció en el rodaje de Hex, que nunca se estrenó. En 1982 se casó con Sandra Will, con la que tiene un hijo, Cade, y una hija, Sorel; se separaron a principios de la década de 1990 y Will pidió el divorcio en 1999. En noviembre de 2006 se casó con Hayley DuMond en Turín.
En la década de 1970 actuó en, entre otras, Nashville (1975), Welcome to L.A. y Lumière (ambas de 1976), The Duellists (1977), junto con Albert Finney y Harvey Keitel, y Pretty Baby (1978), de Louis Malle. Para Nashville, escribió y cantó el tema «I'm Easy», por el cual fue galardonado con el premio Óscar a la mejor canción original. En 1985 participó en el video musical de la canción de Madonna «Material Girl» y tres años después actuó en The Moderns, dirigida por Alan Rudolph.
En televisión, interpretó al agente especial del FBI Frank Lundy en la serie Dexter, al padre de Penny en The Big Bang Theory, a Lou Solverson en Fargo, y al presidente de los Estados Unidos en Madam Secretary.

## Filmografía

### Cine
| Año  | Título original                       | Papel                |
| ---- | ------------------------------------- | -------------------- |
| 1971 | A Gunfight                            | Pistolero            |
| 1971 | McCabe & Mrs. Miller                  | Vaquero              |
| 1973 | Emperor of the North Pole             | Cigaret              |
| 1973 | Hex                                   | Whizzer              |
| 1973 | Idaho Transfer                        | Arthur               |
| 1974 | Thieves Like Us                       | Bowie                |
| 1975 | Nashville                             | Tom Frank            |
| 1976 | Bienvenido a Los Ángeles              | Carroll Barber       |
| 1976 | Lumière                               | David Foster         |
| 1977 | The Duellists                         | D'Hubert             |
| 1978 | Sgt. Pepper's Lonely Hearts Club Band | Invitado             |
| 1978 | Pretty Baby                           | E.J. Bellocq         |
| 1979 | An Almost Perfect Affair              | Hal                  |
| 1979 | Old Boyfriends                        | Wayne Van Til        |
| 1980 | The Long Riders                       | Jim Younger          |
| 1981 | Southern Comfort                      | Spencer              |
| 1984 | Choose Me                             | Mickey               |
| 1984 | Maria's Lovers                        | Clarence Butts       |
| 1985 | Trouble in Mind                       | Coop                 |
| 1988 | The Moderns                           | Nick Hart            |
| 1988 | Backfire                              | Reed                 |
| 1989 | Street of No Return                   | Michael              |
| 1989 | Cold Feet                             | Monte Latham         |
| 1990 | Daddy's Dyin': Who's Got the Will?    | Clarence             |
| 1991 | The Ballad of the Sad Café            | Marvin Macy          |
| 1992 | CrissCross                            | John Cross           |
| 1994 | Is There Life Out There?              | Brad Marshall        |
| 1994 | Mrs. Parker and the Vicious Circle    | Will Rogers          |
| 1994 | Andre                                 | Harry Whitney        |
| 1995 | The Tie That Binds                    | John Netherwood      |
| 1995 | Wild Bill                             | Buffalo Bill         |
| 1996 | 2 Days in the Valley                  | Detective Creighton  |
| 1997 | A Thousand Acres                      | Ty Smith             |
| 1999 | The Hunter's Moon                     | Turner               |
| 2001 | Cahoots                               | Matt                 |
| 2002 | The Outsider                          | Noah Weaver          |
| 2003 | The Adventures of Ociee Nash          | George Nash          |
| 2003 | Hair High                             | JoJo                 |
| 2004 | Balto 3: Wings of Change              | Duke                 |
| 2005 | Our Very Own                          | Billy Whitfield      |
| 2005 | The Californians                      | Elton Tripp          |
| 2007 | Elvis and Anabelle                    | Jimmy                |
| 2007 | All Hat                               | Pete Culpepper       |
| 2008 | Lake City                             | Roy                  |
| 2011 | The Family Tree                       | Reverendo Diggs      |
| 2011 | Cowboys & Aliens                      | Sheriff John Taggart |
| 2013 | Ain't Them Bodies Saints              | Skerritt             |
| 2016 | A Quiet Passion                       | Edward Dickinson     |
| 2017 | Ray Meets Helen                       | Ray                  |
| 2018 | The Old Man & the Gun                 | Capitán Calder       |
| 2021 | El poder del perro                    | Gobernador Edward    |
| 2022 | A Nashville Country Christmas         | Keaton Walker        |
| 2024 | Afraid                                | Marcus               |

### Televisión
| Año       | Título original                               | Papel                    | Notas        |
| --------- | --------------------------------------------- | ------------------------ | ------------ |
| 1971      | Bonanza                                       | Ern                      | 1 episodio   |
| 1971-73   | Love, American Style                          | George Pomerantz         | 2 episodios  |
| 1972      | Kung Fu                                       | joven Caine              | 2 episodios  |
| 1983      | Chiefs                                        | Foxy Funderburke         | miniserie    |
| 1984      | The Fall Guy                                  | Cook                     | 1 episodio   |
| 1988      | Hallmark Hall of Fame                         | Richard Everton          | 1 episodio   |
| 1990      | Fe en la justicia                             | Pete Guitry              | telefilme    |
| 1997      | Last Stand at Saber River                     | Vern Kidston             | telefilme    |
| 1997      | Perversions of Science                        | Arthur Bristol           | 2 episodios  |
| 1997-98   | Fast Track                                    | Dr. Richard Beckett      | protagonista |
| 1999      | Hallmark Hall of Fame                         | Neil                     | 1 episodio   |
| 2000      | Enslavement: The True Story of Fanny Kemble   | Pierce Butler            | telefilme    |
| 2000      | Baby                                          | John Malone              | telefilme    |
| 2002      | Arliss                                        | Lamar Scott              | 1 episodio   |
| 2002      | American Experience                           | Narrador                 | 1 episodio   |
| 2002      | Frasier                                       | Carl (voz)               | 1 episodio   |
| 2002      | Street Time                                   | Frank Dugan              | 3 episodios  |
| 2003      | Spider-Man: The New Animated Series           | Jonah Jameson (voz)      | 5 episodios  |
| 2003      | Monte Walsh                                   | Chet Rollins             | telefilme    |
| 2003      | Star Trek: Enterprise                         | A.G. Robinson            | 1 episodio   |
| 2003      | Mystery!                                      | Joe McGinniss            | 1 episodio   |
| 2004      | Deadwood                                      | Wild Bill Hickok         | 5 episodios  |
| 2004-05   | Complete Savages                              | Nick                     | protagonista |
| 2005      | Into the West                                 | Capt. Richard H. Pratt   | 1 episodio   |
| 2006      | American Dad!                                 | Voz                      | 1 episodio   |
| 2007      | Mentes criminales                             | Frank Breitkopf          | 2 episodios  |
| 2007-09   | Dexter                                        | Frank Lundy              | 15 episodios |
| 2008      | Numb3rs                                       | Carl McGowan             | 3 episodios  |
| 2008      | Crash                                         | Terry Field              | 2 episodios  |
| 2009      | Dollhouse                                     | Matthew Harding          | 3 episodios  |
| 2009      | Damages                                       | Julian Decker            | 5 episodios  |
| 2009      | Make 'Em Laugh: The Funny Business of America | Will Rogers (voz)        | 1 episodio   |
| 2009      | Law & Order                                   | Martin Garvik            | 1 episodio   |
| 2010-18   | The Big Bang Theory                           | Wyatt                    | 4 episodios  |
| 2012      | Missing                                       | Martin Newman            | 7 episodios  |
| 2014      | The Following                                 | Barry                    | 1 episodio   |
| 2014      | Raising Hope                                  | Raising Hope             | 1 episodio   |
| 2014      | NCIS                                          | Manheim Gold             | 1 episodio   |
| 2014-15   | Fargo                                         | Lou Solverson            | 9 episodios  |
| 2014-2019 | Madam Secretary                               | Presidente Conrad Dalton | protagonista |
| 2021-2022 | Fear the Walking Dead                         | John Dorie Sr.           | 7 episodios  |

## Premios y distinciones
Premios Óscar
| Año  | Categoría              | Canción    | Película  | Resultado |
| ---- | ---------------------- | ---------- | --------- | --------- |
| 1976 | Mejor canción original | «I'm Easy» | Nashville | Ganador   |

Premios Globo de Oro
| Año  | Categoría              | Película   | Resultado |
| ---- | ---------------------- | ---------- | --------- |
| 1976 | Mejor canción original | «I'm Easy» | Ganador   |

Premios Primetime Emmy
| Año  | Categoría                                      | Película | Resultado |
| ---- | ---------------------------------------------- | -------- | --------- |
| 1984 | Mejor actor de reparto - Miniserie o telefilme | Chiefs   | Nominado  |

Premios Grammy
| Año  | Categoría                                     | Trabajo    | Resultado |
| ---- | --------------------------------------------- | ---------- | --------- |
| 1976 | Mejor álbum de banda sonora para medio visual | «I'm Easy» | Nominado  |

Premios Tony
| Año  | Categoría                            | Trabajo                 | Resultado |
| ---- | ------------------------------------ | ----------------------- | --------- |
| 1991 | Mejor actor principal en un musical  | The Will Rogers Follies | Nominado  |
| 2013 | Mejor actor de reparto en un musical | Hands on a Hardbody     | Nominado  |